# HD 895
HD 895，又名BD+26 13，SAO 73823、HR 40，是一颗恒星，视星等为6.3，位于銀經112.56，銀緯-35.12，其B1900.0坐标为赤經0h 8m 13.4s，赤緯+26° -35.12′ 56″。